# Miquel Estorch i Siqués
Miquel Estorch i Siqués   (Olot, octubre 1809 - Madrid, 1870) va ser un professor d'universitat, funcionari i escriptor de ciència-ficció.

## Biografia
Va estudiar Dret a les universitats de Cervera i Barcelona. Va traslladar la seva residència a Santa María de Puerto Príncipe (actualment Camagüey, Cuba), i per oposició va obtenir-hi una càtedra de Matemàtiques al Liceu Calassanci. També treballà al síndic procurador de l'ajuntament de l'Havana. Va viatjar per diferents regions d'Amèrica i d'Europa i es va establir a Suïssa. Posteriorment es va traslladar a Madrid, on va ser nomenat director de l'Escola Normal de Madrid i va exercir de sotssecretari del Ministeri d'Ultramar. Va morir a Madrid el 1870. Com a escriptor, destaca Lunigrafía, ó sea noticias curiosas sobre las producciones, lengua, religión, leyes, usos y costumbres de los lunícolas (1855), una ingent obra en vuit volums, que es pot considerar la primera obra de ciència-ficció espanyola. També va escriure algunes poesies satíriques en català.

## Obres
- Tartufo, comèdia de costums en vers.
- Un colegio por dentro, comèdia de costums en tres actes i en vers.
- «Apuntes para la historia sobre el terremoto que tuvo lugar en Santiago de Cuba y otros puntos el 20 de agosto de 1852».[6]
- Un compendio de astronomía.
- Los códigos en paralelo.
- Desmembramiento de Polonia y sus consecuencias.
- Lunigrafía, ó sea noticias curiosas sobre las producciones, lengua, religión, leyes, usos y costumbres de los lunícolas (1855), amb el pseudònim «M. Krotse».